# Martim Fernandes
Martim Moreira Moutinho Fernandes (Valongo, 18 de janeiro de 2006) é um futebolista português que atua como lateral-direito. Atualmente, joga pelo Porto.

## Carreira

### Porto
Martim nasceu na cidade de Valongo, tendo iniciado sua trajetória no União Desportiva Valonguense, da sua cidade natal, chegando ao clube na categoria Sub-9. Depois aos onze anos mudou-se para a escola Dragon Force, do Porto, em 2017, onde terminou sua formação.
Integrado time B do Porto em 2022, na temporada de 2022–23 fez sua estreia profissional pelo entrando aos 83 minutos na para o Sporting de Covilhã, na primeira rodada da Segunda Liga, em agosto, onde tornou-se mais jovem a estrear com 16 anos e seis meses. Disputou onze jogos pela Segunda Liga e cinco na Liga Jovem, onde tornou-se o mais jovem a estrear na história da competição com 15 anos e sete meses.
Firmou-se como titular na temporada seguinte, onde participou da campanha do Dragão que chegou às semifinais da Liga Jovem da UEFA, além de alguns jogos pela Segunda Liga. Em outubro de 2023, figurou na tradicional lista das 60 melhores jovens promessas do Mundo nascidas em 2006, do The Guardian, e no dia 20 do mesmo mês fez sua estreia pela equipe principal na vitória por 2–0 sobre o Vilar de Perdizes na 3ª eliminatória da Taça de Portugal, entrando aos 74 minutos de jogo.
No dia 12 de abril de 2024, foi anunciada a renovação de seu contrato com Dragão até 2028. Sua estreia como titular deu-se em 28 de abril de 2024, no empate de 2–2 no clássico contra o Sporting na 31ª rodada da Primeira Liga. Substituindo o titular e lesionado João Mário, Martim destacou-se na partida com uma boa atuação e uma assistência para o segundo gol do Dragão feito por Pepê. Com a partida, tornou-se o quarto mais jovem a estrear pelo Porto em clássicos (contra o Benfica ou Sporting), aos 16 anos e três meses.
Também sagrou-se campeão da Taça de Portugal, entrando na prorrogação aos 113 minutos da vitória por 2–1 sobre o Sporting em 26 de maio.

## Seleção Portuguesa

### Sub-17
Em maio de 2022, integrou o elenco lusitano convocado para disputar o Campeonato Europeu Sub-17 de 2022, em Israel. No ano mesmo mês do ano seguinte, também figurou na lista do Campeonato Europeu da categoria, dessa vez na Hungria.

### Sub-19
Em 23 de junho de 2023, Martim foi um dos 20 convocados para disputar o Campeonato Europeu Sub-19 de 2023, em Malta.

## Títulos

### Porto
- Taça de Portugal: 2023–24
- Supertaça Cândido de Oliveira: 2024